# Église Saint-Martin de Lorges
L’église Saint-Martin de Lorges est un édifice religieux situé dans la commune de Lorges, en France.

## Généralités
L'église est située sur le territoire de la commune de Lorges, dans le département de Loir-et-Cher, en région Centre-Val de Loire, en France. Elle fait partie de la paroisse de Josnes-Marchenoir, du Diocèse de Blois.

## Histoire
L’église actuelle a été reconstruite au XVe siècle et XVIe siècle, à l'initiative de Jacques de Montgomery, Seigneur de Lorges, sur les fondations d’un sanctuaire du Xe siècle ou XIe siècle, probablement roman. Au XVIe siècle, une chapelle seigneuriale est ajoutée au sud, et un clocher ajouté à l'extrémité occidentale du bas-côté nord.
L'église est classée au titre des monuments historiques par arrêté du 19 mai 1906.

## Description
L'église est à nef unique, et dispose d'un collatéral, d'un clocher et d'une chapelle seigneuriale. La nef du XVe siècle a été remaniée au XIXe siècle. Le collatéral est voûté d'ogives et est percé de trois fenêtres à meneaux influencé par l'architecture renaissance. La chapelle seigneuriale présente une voûte à huit arcs et cinq clés pendantes richement décorées et sculptées, et dont l'une porte les armes de la famille Montgomery,,. Le clocher « oblique » par rapport à la nef (c'est-à-dire « désaxé » par rapport à l'axe de la nef) laisse penser qu'il a été construit postérieurement à la nef.

## Mobilier
L’église conserve un mobilier liturgique classé, dont plusieurs pièces majeures :
Un autel en pierre sculptée représentant la Mort de la Vierge, de style Renaissance, daté entre 1540 et 1551 ; un retable en bois peint et doré du XVIIIe siècle, avec un tableau de la Résurrection du Christ, daté du XVIIIe siècle ;  des fonts baptismaux, datés de 1544, décorés de masques de lions, de faunes et d’enfants, avec un couvercle en bois surmonté d’une statuette de saint Jean-Baptiste ; une statue de la Vierge à l’Enfant en pierre polychrome du XVIe siècle ; enfin plusieurs lustres, tableaux votifs et statues d’anges musiciens, également protégés au titre des Monuments historiques.